# Ingerophrynus biporcatus
Ingerophrynus biporcatus är en groddjursart som först beskrevs av Johann Ludwig Christian Gravenhorst 1829.  Ingerophrynus biporcatus ingår i släktet Ingerophrynus och familjen paddor. IUCN kategoriserar arten globalt som livskraftig. Inga underarter finns listade i Catalogue of Life.